# Olf Kinkhorst
Olf Mattijs Kinkhorst (Utrecht, 27 juli 1956 - Lunteren, 8 december 2009) was tot juni 2009 directeur bij het BKWI.
Kinkhorst studeerde Sociale en Organisatiepsychologie aan de Universiteit van Utrecht.
Hij was pionier op het gebied van keteninformatisering. 
Als directeur van het BKWI ontwikkelde hij DigiD, een ICT-project dat nog geen € 100.000,- kostte.